# Staatsrat (Türkei)

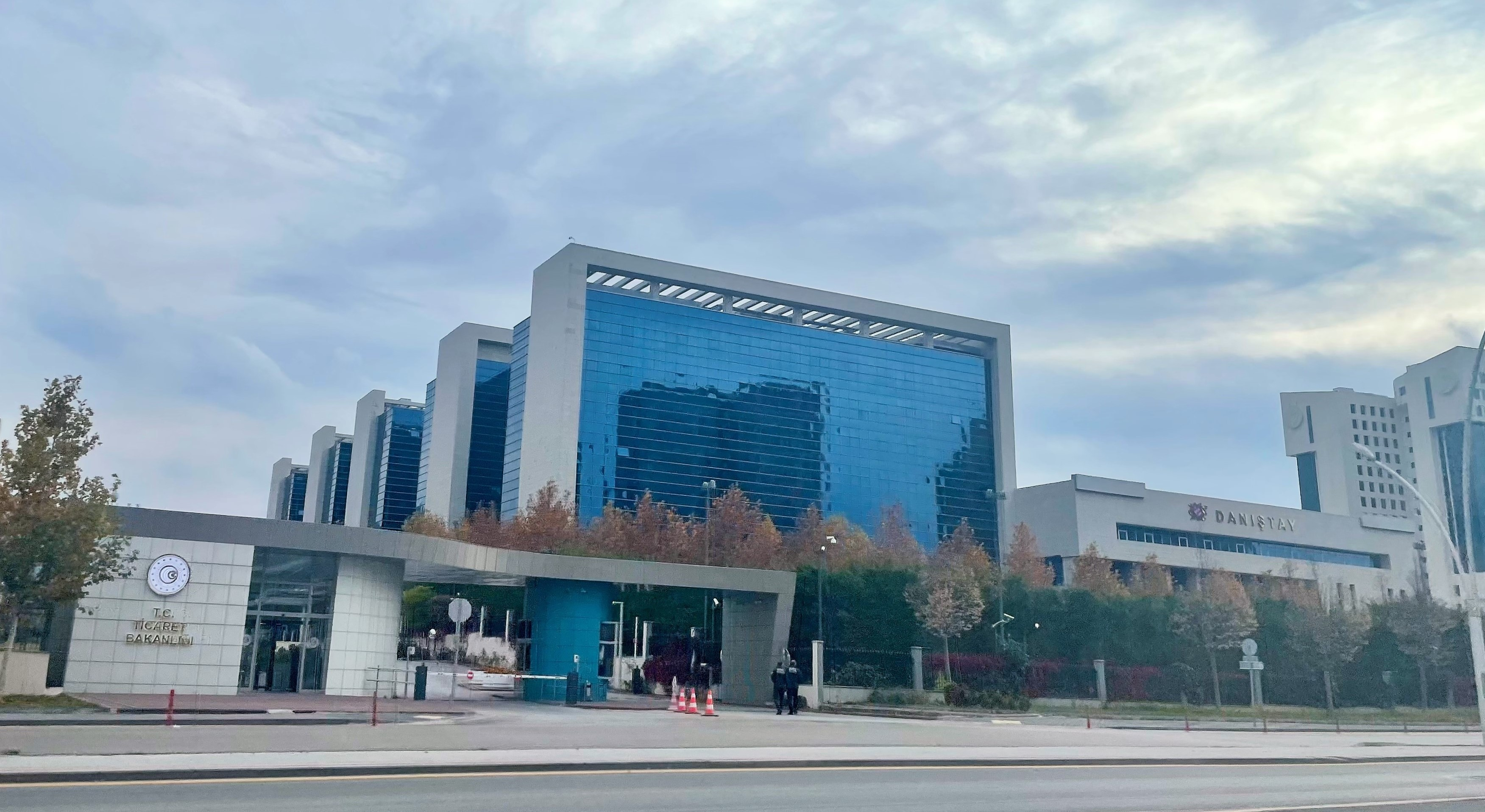
Gebäude des Staatsrates in Ankara (2013)

Der Staatsrat (türkisch: Danıştay) ist eines der obersten Gerichte der Türkei mit Sitz in Ankara und ohne unmittelbare Entsprechung in Deutschland, Österreich oder der Schweiz. Historisch geht er auf den französischen Conseil d’État zurück.

## Funktionen
Der türkische Staatsrat hat seine verfassungsrechtliche Grundlage in Art. 155 der türkischen Verfassung und arbeitet auf der Grundlage des Staatsratsgesetzes (Danıştay Kanunu) aus dem Jahre 1982. Er erfüllt sowohl Aufgaben der Verwaltungskontrolle als auch der Beratung. In seinen gerichtlichen Funktionen ist er als Revisionsinstanz mit dem deutschen Bundesverwaltungsgericht vergleichbar. Seine Geschichte, Struktur und Funktionen sind am ehesten mit denjenigen des französischen Conseil d’État zu vergleichen. Das gilt insbesondere auch für die Besetzung. Denn neben ausgebildeten Richtern (Verwaltungsrichtern) können auch Spitzenbeamte mit dem Status eines Präfekten zu Richtern ernannt werden. Die Senate des Staatsrats verhandeln und entscheiden mit fünf Richtern.
Der Staatsrat besteht aus 8 Spruchsenaten (idari dava daireleri) für Verwaltungsrecht, 3 Spruchsenaten für Steuerrecht (vergi dava daireleri) und einem Verwaltungssenat (idari daire). Der Große Senat ist in einen Großen Senat für Verwaltungsstreitigkeiten (İdari Dava Daireleri Kurulu) und einen Großen Senat für Steuersachen (Vergi Dava Daireleri Kurulu) aufgeteilt worden. Die erstinstanzliche Zuständigkeit des Staatsrats ist die Ausnahme, für die eine enumerative Aufzählung im Gesetz über den Staatsrat gilt. Dabei handelt es sich zum Beispiel um Verfahren gegen Akte der Präsidenten, soweit es sich nicht um Präsidialverordnungen (sing. Cumhurbaşkanlığı Kararnamesi), sondern um Präsidialbeschlüsse (sing. Cumhurbaşkanı Kararı)  handelt, des Hochschulrats, der Auslandsvertretungen. Als zweite bzw. dritte Instanz hat der Staatsrat die Funktion eines Revisionsgerichts (temyiz mahkemesi). Nachdem früher die „Revision“ zum Staatsrat ein eigenes Klageverfahren dargestellt hat, handelt es sich jetzt um die dritte Stufe des gleichen Verfahrens aufgrund eines Revisionsantrags. Das öffentliche Interesse wird von der „Generalstaatsanwaltschaft beim Staatsrat“ (Danıştay Başsavcılığı) vertreten. 

## Geschichte
Der Staatsrat (osm.: Şûrâ-yı Devlet) begann ab dem 10. Mai 1868, von Sultan Abdülaziz abgesegnet, seine Aufgaben wahrzunehmen. Am 4. November 1922 wurde der Staatsrat im Rahmen der Aufhebung des Sultanats aufgelöst und am 23. Oktober 1925 neu gegründet. Die Mitglieder des Staatsrats wurden jedoch erst am 23. Juni 1927 gewählt, wodurch das Gericht seine Arbeit nicht vor dem 6. Juli 1927 wiederaufnehmen konnte.
Am 30. Dezember 1938 wurde der Name in Devlet Şurası und später in Danıştay umgeändert.
Zunächst bestand der Staatsrat aus vier Kammern. Im Laufe der Zeit wuchs er auf heute 13 Kammern (Senate).

## Aufbau
- Zeki Yiğit, Präsident
- Nevzat Özgür, Generalstaatsanwalt
- Mahmut Vural, Vizepräsident
- Hasan Güzeler, Vizepräsident
- Mustafa Kökçam, Generalsekretär

Der Staatsrat besteht aus derzeit zwölf Senaten.

## Anschlag
Am 17. Mai 2006 schoss der Anwalt Alparslan Arslan auf fünf Richter der zweiten Kammer des Staatsrats, wobei einer getötet und vier verwundet wurden. Hintergrund dieser Tat soll eine Entscheidung der Kammer gewesen sein, in der das Kopftuchverbot bestätigt wurde. In der ersten Anklageschrift im 'Fall Ergenekon' wurde behauptet, der Amoklauf habe auf Befehl von Ergenekon stattgefunden.